# RAF Mount Batten
Die RAF Mount Batten war ein Stützpunkt der Royal Air Force und Basis für Flugboote auf Cattewater, einer Halbinsel in der Bucht von Plymouth, Devon (historisch auch Devonshire), England.
Ursprünglich ein Stützpunkt für Wasserflugzeuge, 1917 als Royal Navy Air Service Station Cattewater gegründet, wurde er 1918 zur RAF Cattewater und 1928 umbenannt in RAF Mount Batten.
Heute erinnert nicht mehr viel an diesen ehemaligen Stützpunkt der RAF, abgesehen von luftfahrtbezogenen Straßennamen und zwei Hangars von 1917.

## Geschichte

### Erste militärische Nutzung: Mount Batten
Im Jahre 1644 errichtete Sir William Batten (1601–1667), ab 1638 Inspekteur der Royal Navy, auf der Cattewater Halbinsel einen rund 10 Meter hohen Geschützturm (Blockhouse) um die Hafeneinfahrt von Plymouth zu sichern.

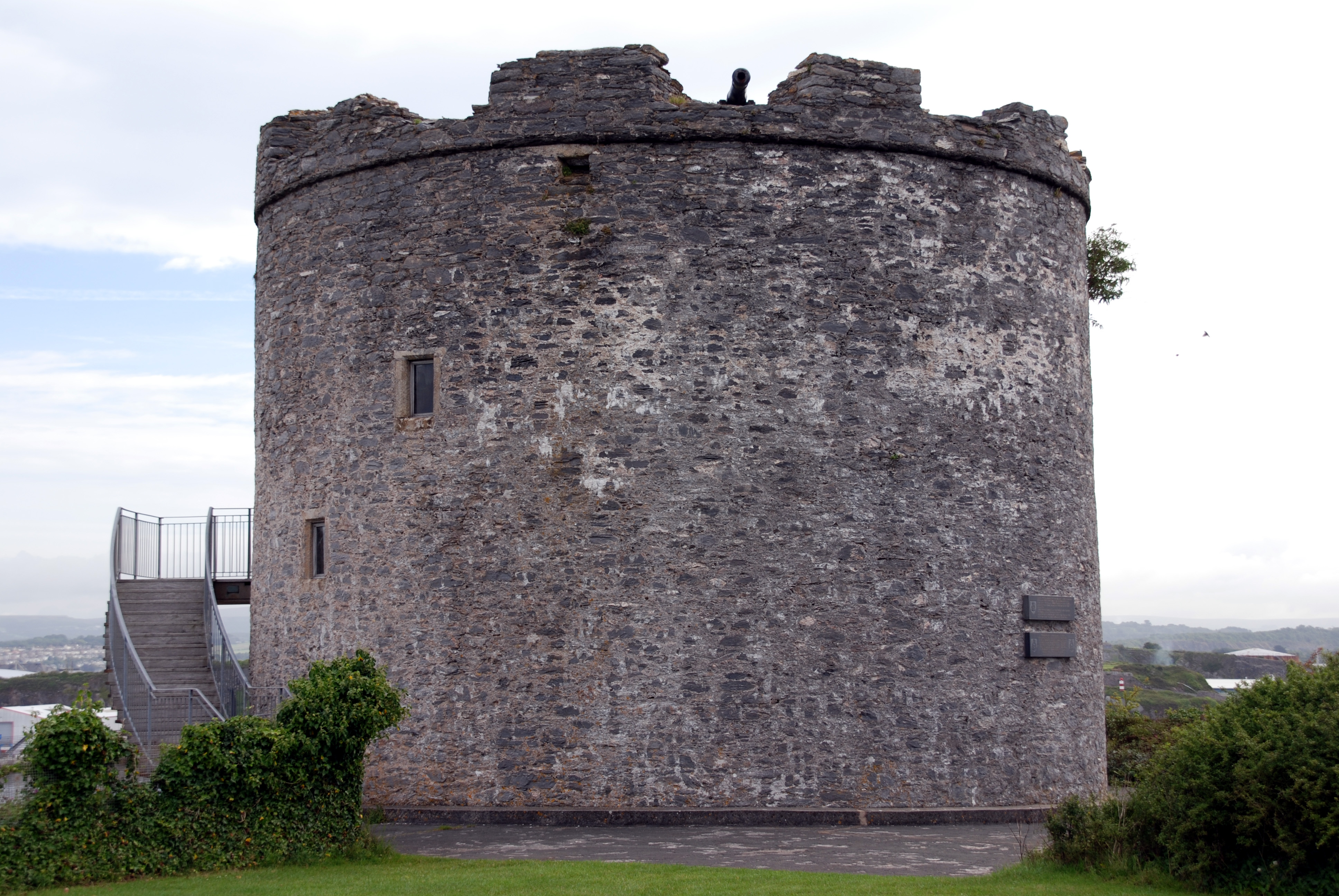
Mount Batten Tower

In der Folge trug die gesamte Halbinsel den Namen Mount Batten. Obwohl vom Prince of Wales inzwischen in den Ritterstand erhoben, musste Batten 1648 auf Betreiben royalistischer Kreise sein Amt aufgeben und zog sich ins Privatleben zurück. 1660 wurde er rehabilitiert und bis zu seinem Tode 1667 erneut erster Inspekteur der Royal Navy.

### Royal Naval Air Station Cattewater
Schon 1913 wurde die geschützt liegende Bucht von Cattewater für Tests mit Flugbooten genutzt, und 1916 wurde beschlossen, einen Stützpunkt für Flugboote der Royal Navy zu schaffen. Im Februar 1917 wurde die RNAS Cattewater eröffnet. Sie hatte einen Flugzeughangar, Lagerschuppen und einen gemauerten Pier mit Schienenstrang, auf dem ein dampfbetriebener Kran fahren und die Flugzeuge zu Wasser lassen konnte. Cattewater war jetzt nicht nur Versuchsstützpunkt, es wurde auch ein dienstmäßiger Flugbetrieb aufgenommen, meistens für Küstenpatrouillen.

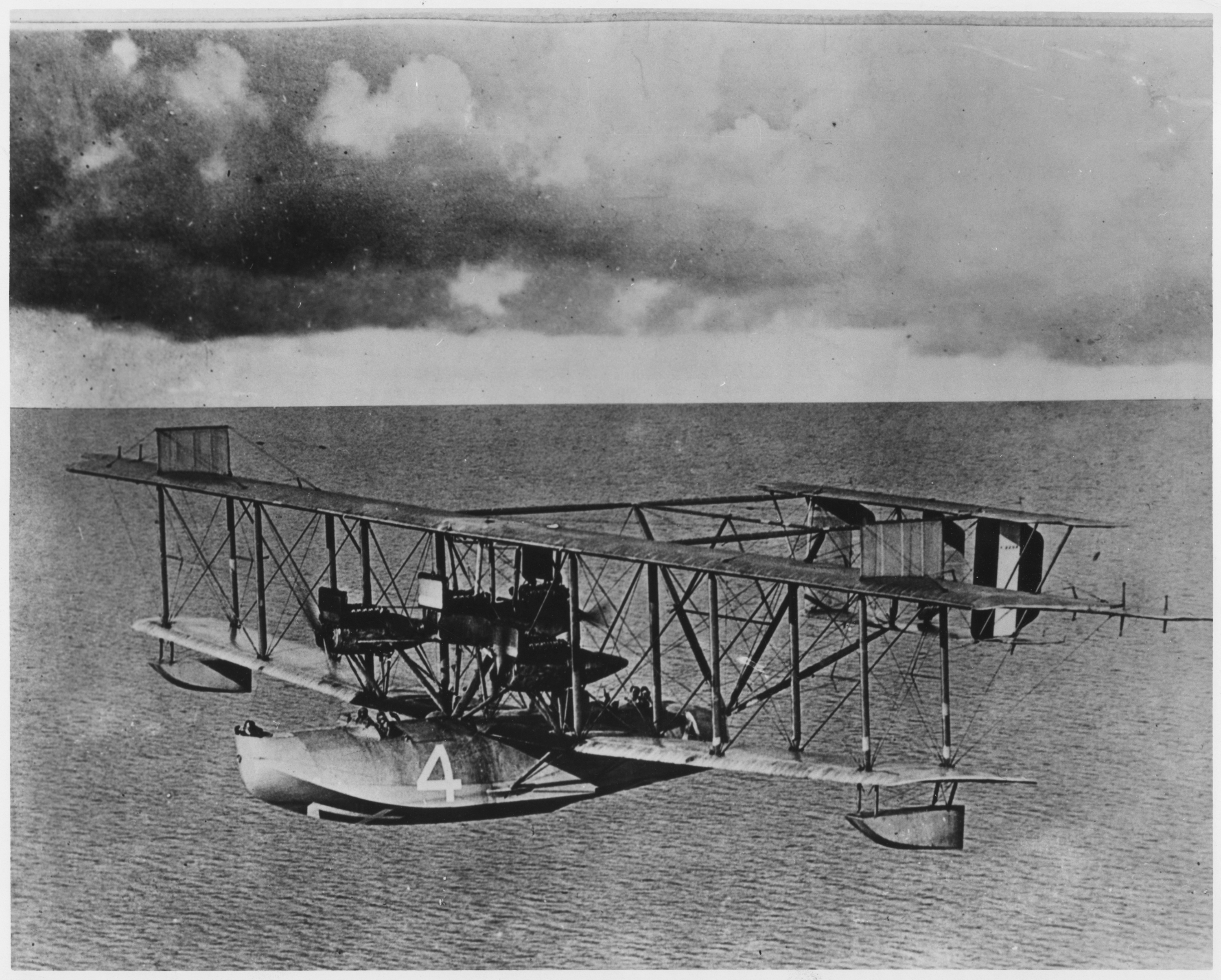
Die Curtiss NC4

### Royal Air Force Station Cattewater
Mit der Gründung der britischen Royal Air Force im April 1918 wurde der Stützpunkt zum RAF Cattewater. Über das Ende des Ersten Weltkrieges hinaus wurde sie wenig genutzt, trat aber 1919 ins Licht der Öffentlichkeit mit der Ankunft der Curtiss NC 4, die als erstes Flugzeug den Atlantik überquert hatte. Ab 1923 wurde die Station instand gesetzt und erweitert und 1928 neu eröffnet.

### Royal Air Force Station Mount Batten
Am 1. Oktober 1928, nach Abschluss der Baumaßnahmen, wurde der ehemalige Cattewater Flugbootstützpunkt unter dem neuen Namen RAF Mount Batten neu eröffnet. Hauptaufgabe des Stützpunktes war die Bewachung und Verteidigung südwest Englands mit Flugbooten.

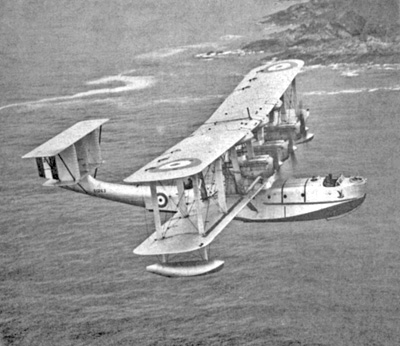
Ein Blackburn Iris III Flugboot

Der Stützpunkt wurde ebenfalls eine Basis für Seenotrettungsflüge, in der seit 1926 ein Aircraftsman 2nd.Class (AC2) T. E. Shaw Dienst tat – besser bekannt als T. E. Lawrence oder Lawrence von Arabien, der dem Stationskommandanten Smith initial die Namensänderung zusammen mit dem von der Familie Mountbatten übernommenen Motto „In Honour Bound“ vorgeschlagen hatte (er verkehrte privat mit der verwitweten Victoria Mountbatten, Marchioness of Milford Haven). Über seine militärische Ausbildungszeit anfangs der 1920er hatte er ein Buch verfasst: The Mint, auf Deutsch Unter dem Prägestock, in dem er den Drill im britischen Militär sehr drastisch beschrieb. Auf Cattewater, jetzt Mount Batten, setzte er zusammen mit Squadron Leader Smith seine schon vor 1926 begonnene Überarbeitung der Dienst- und Bekleidungsvorschriften der RAF („Piloten müssen wach und intelligent sein, da hilft dumpfer Drill wenig.“) fort, was auch im äußeren Erscheinungsbild zu einer legereren Uniformierung mit Krawatte, Abschaffung von Breeches und Wickelgamaschen sowie des Seitengewehres führte.
Ein herausragendes und prägendes (sic!) Ereignis damals war am 4. Februar 1931 der Absturz eines Iris III Flugbootes, der dadurch herbeigeführt worden war, dass Wing Commander Tucker vor der Landung das Steuer übernahm und die Maschine zu schnell und steil auf der Wasseroberfläche aufschlagen ließ. Er und acht weitere Mitglieder der zwölfköpfigen Besatzung sollten den Absturz nicht überleben. Die von Cattewater Base zur Rettung ausrückenden Rettungsboote, von Shaw als „Lame Ducks“ (lahme Enten) bezeichnet, kamen zur Rettung zu spät.
Dies führte in der Folge dazu, dass die danach von Shaw geforderte, inzwischen international eingeführte Regelung der absoluten Entscheidungsgewalt des Piloten bei der RAF eingeführt wurde und Shaw die seit 1930 laufende Entwicklung schneller, einsatztauglicher Rettungsboote forcierte.

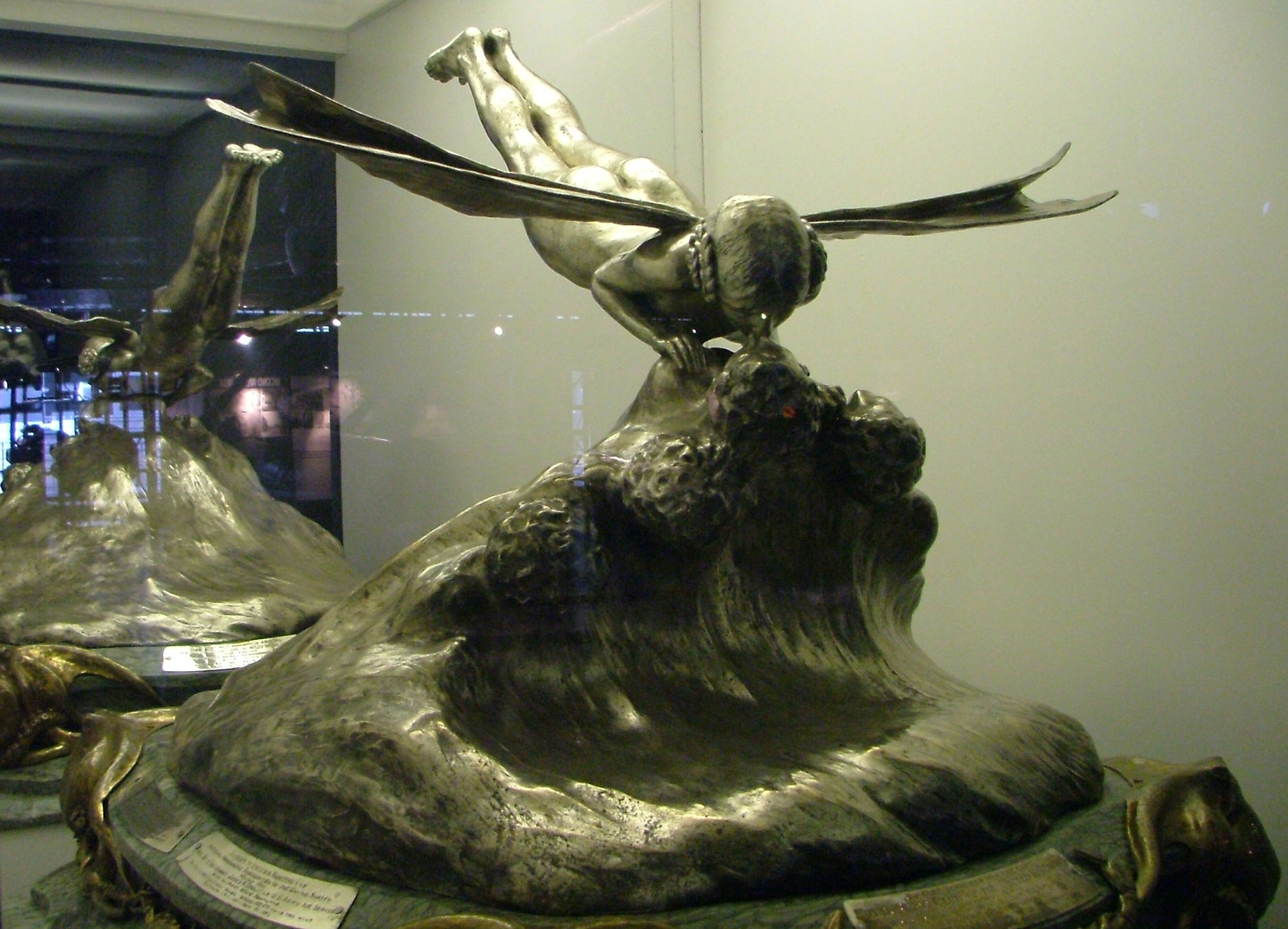
Statuette der „Schneider Trophy“

### Entwicklung von Rettungsbooten
Nach Beendigung der Schneider-Trophy am 7. September 1929 in Calshot, an deren Organisation Shaw federführend für seinen Stationskommandanten SL Smith beteiligt war überließ ihm Major Colin Cooper ein 100 PS starkes amerikanisches Biscayne-Schnellboot. Shaw beschäftigte sich ausgiebig mit Eigenschaften und Antrieb dieses Gefährtes und verfasste zusammen mit SL Smith eine Reihe von technischen Entwürfen, die bei der Entwicklungsabteilung der RAF eingereicht wurden. Ergebnis war ein rund elf Meter langes, von zwei Benzinmotoren mit je 100 PS angetriebenes Schnellboot, das mit einer Besatzung von zwei Mann auskam, statt bisher mindestens vier. Im Februar 1931 wurde Shaw zur RAF Calshot versetzt, um die in der Werft von Hubert Scott-Paynes British Power Boat Company in Hythe, Southamptonshire, gebauten Prototypen des neuentwickelten 200-PS-Rettungsschnellbootes bis zu 70-stündigen Testläufen zu unterziehen. Ende Mai kehrte er mit einem der ersten acht RAF ST-200 Schnellboote nach Mount Batten zurück, wo dieses Rettungsboot ab dann stationiert war.

### Zweiter Weltkrieg und Nachkriegszeit
Mit Beginn des Zweiten Weltkrieges nahm der Flugbetrieb am Stützpunkt Mount Batten deutlich zu. Er wurde auch Ziel mehrerer deutscher Luftschläge, die am 28. November 1940 zur Zerstörung eines der Hangars führten.

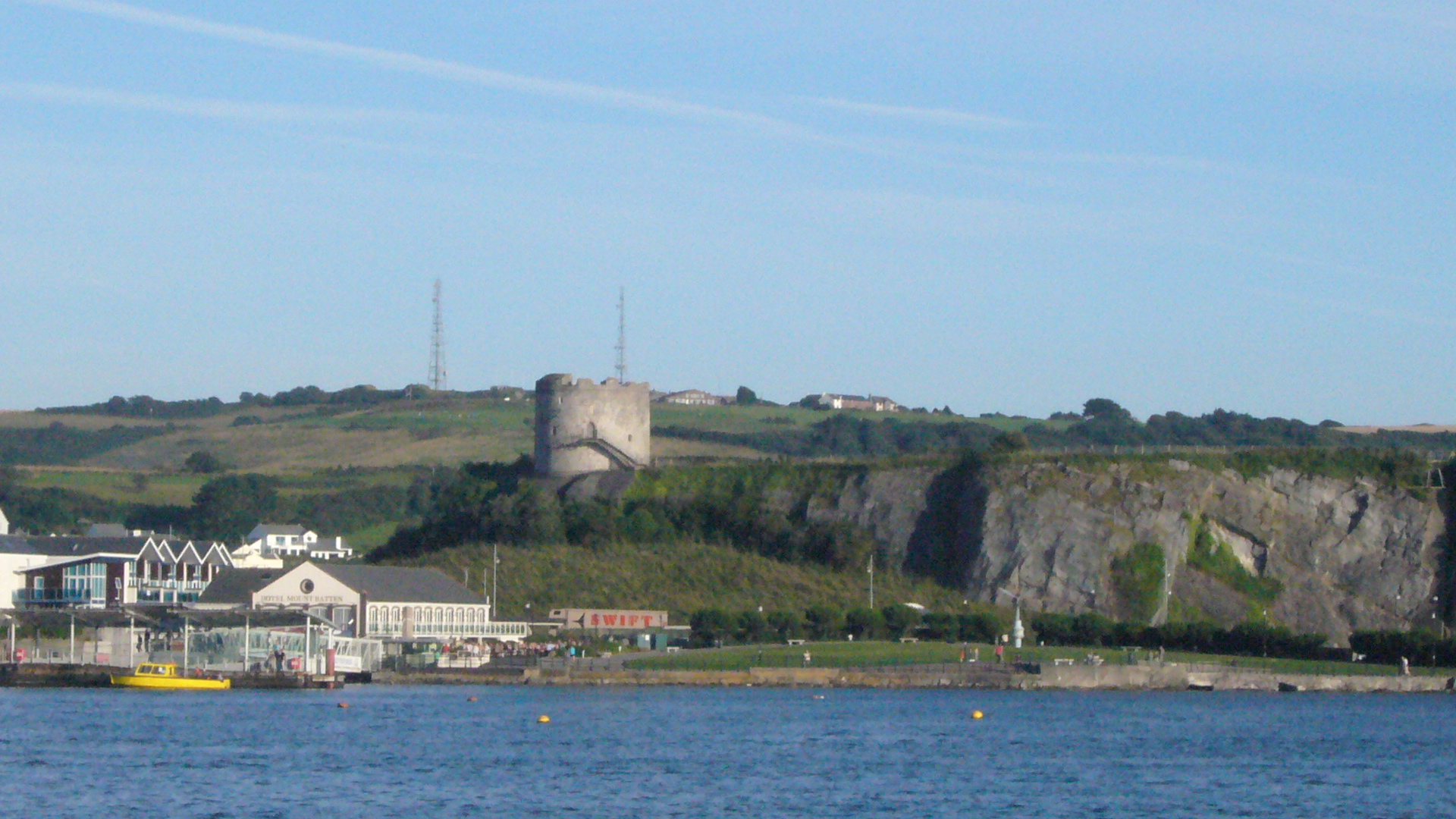
Mount Batten von Plymouth Hoe aus

Nach Ende des Zweiten Weltkrieges kehrten die hier seit 1941 stationierten, mit Short Sunderland Flugbooten ausgestatteten australischen Einheiten (RAAF No. 10 & No. 461) nach Hause zurück und die RAF Mount Batten wurde zum Ausbesserungs- und Wartungsstützpunkt. Ende der 50er Jahre wurde eine Schule für Wasserfahrzeuge der RAF eingerichtet und die ST 200 Rettungsboote ausgemustert.
Ab 1961 war sie Hauptstützpunkt der maritimen Abteilung der RAF; obwohl ohne eigene Flugzeuge blieb sie Hauptquartier der Seeflieger bis zur Schließung dieses Zweiges der RAF 1986, wie auch der Survivaltrainingsschule bis zu ihrem Weggang 1992.